# 芒果人
芒果人是对那些接受西方教育，同时也拥有中華传统文化的移民子女的称呼。皮肤血统等是黄种人，思维文化等也是黄种人，其外在黄，其内在亦黄。

## 區分
芒果人，不同于香蕉人。香蕉人是外表如血统基因皮肤等是黄种人，但内心已被外国同化，接受的是西方文化思想，而对自己的本源中华文化却不甚了解。芒果人則是在接受西方教育的同時,也擁有中華傳統文化。